# عشبة الوعل
عشبة الوعل (الاسم العلمي: Dionysia)، جنس نباتات مُزهرة تضم 49 نوعًا من فصيلة  الربيعية.
```
موطنها الجبال في 
آسيا الوسطى
 
وسلطنة عمان
. وعادًة ما تكون نباتات معمرة دائمة الخضرة ذات أوراق ملبدة، مغطاة بأزهار صفراء أو وردية فاتحة اللون، في 
فصل الربيع
.
[
3
]
 غالبًا ما يكون من الصعب الزراعتها إذا لم يتم توفير الشروط الصحيحة لزراعتها.
[
4
]
```